# Zelén
Zelén je bela sorta vinske trte, ki je avtohtona v Vipavski dolini. 
Trta zelena je srednje močne rasti, ki brsti zgodaj in zori srednje zgodaj. Je dokaj zahtevna sorta, ki slabo prenaša osojne lege, prav tako ne prevlažnih in tudi ne presuhih tal. Pri rasti v presuhih tleh daje manj kakovostno vino. V času cvetenja je občutljiv za vlago, zelo občutljiv pa je tudi na peronosporo, oidij pa ga prizadene nekoliko manj. Črna pegavost je manjša grožnja tej trti. Primerna rez te trte so daljši šparoni.
Grozdje zaradi redkih jagod ni občutljivo na gnilobo in lahko dlje ostane na trti. Kljub temu jagodni sok ni pretirano sladek.
Vino je obarvano v zelenkastih odtenkih, od tod tudi ime. Pridelujejo ga v suhi in polsuhi obliki, alkoholna stopnja pa je okoli 12 vol %.